# Municipio Armería
Koordinaten: 18° 56′ N, 103° 58′ W
Armería ist ein Municipio im mexikanischen Bundesstaat Colima. Das Municipio bedeckt eine Fläche von 410,1 km² und hatte im Jahr 2010 28.695 Einwohner. Verwaltungssitz und größter Ort des Municipios ist Ciudad de Armería; weitere größere Orte im Municipio sind Cofradía de Juárez, Rincón de López, Augusto Gómez Villanueva und Cuyutlán.
Das Municipio grenzt im Norden ans Municipio Coquimatlán, im Osten an Tecomán, im Westen an Manzanillo und im Süden an den Pazifik.
Das Klima ist mit einer jährlichen Durchschnittstemperatur von 26 °C als tropisch maritim zu bezeichnen.